# Spits (hond)

De Koreaanse Jindo is een typische spits

Een spits is een type hond gekenmerkt door opstaande, vrij kleine oren, een spitse snuit, een dichte, afstaande vacht, een tamelijk steile achterhand en een krulstaart. Dit type wordt ook wel keeshond genoemd, maar daarmee kan ook een specifiek ras bedoeld worden.
Spitsen komen oorspronkelijk voor in de gehele gematigde zone van het Euraziatisch gebied, en er zijn veel verschillende rassen. Enkele voorbeelden naast de keeshond zelf: de akita, de IJslandse hond en de Siberische husky (deze laatste zonder krulstaart). 

## Afkomst
Onderzoekers als de zoöloog Ludwig Rütimeyer meenden in de 19e eeuw dat de Duitse keeshond herleid kon worden op fossielen die bij Zwitserse paalwoningen uit de periode rond 3.000 v.C. aangetroffen waren. Zij gaven dit type hond de naam Canis familiaris palustris (moerashond), ook wel Torfspitz of Turfhond genoemd. Ook overblijfselen van honden uit veel andere prehistorische vindplaatsen zouden afkomstig zijn van spitsen. 
Modern onderzoek naar deze veronderstelde afkomst ontbreekt, maar doorgaans wordt de spits toch als een oud type hond beschouwd. De FCI heeft spitsen met honden van een primitief type samengebracht in rasgroep 5: keeshonden en oertypen. Tegenwoordig wordt de spits ook wel gezien als de noordelijke variant op de pariahond. 

## Gebruik
Spitsen zijn gebruikt voor vrijwel iedere taak die de mens voor de hond bedacht heeft. De Karelische berenhond en de Noorse elandhond werden ingezet bij de jacht op groot wild, de Finse spits was een vogelhond. De Finse lappenhond werkte daarentegen als herdershond en de Duitse keeshond was een waakhond. Sleden werden getrokken door de Alaska-malamute en de Chow Chow werd ook wel in de keuken gebruikt. De verschillende gebruiksdoelen verklaren deels de verschillen in uiterlijk. Er zijn ook minispitsen gefokt voor gebruik als gezelschapshond, zoals de Italiaanse volpino.